# Jeden z Nas
Jeden z Nas (wł. Uno di noi) – Europejska Inicjatywa Obywatelska zarejestrowana w Brukseli 11 maja 2012.
Inicjatywa miała na celu zwiększenie ochrony życia ludzkiego w ramach prawa i polityki budżetowej Unii Europejskiej. Odwoływała się do wyroku Trybunału Sprawiedliwości Unii Europejskiej (sprawa Brüstle przeciw Greenpeace – orzeczenie z 18 października 2011), w którym Trybunał ten orzekł, iż życie ludzkie zaczyna się od poczęcia, a embrion ludzki zasługuje na poszanowanie jego godności i integralności. Proponowano w związku z tym ujednolicenie rozwiązań prawnych Unii, w drodze zakazania i zakończenia finansowania działań wiążących się z niszczeniem ludzkich embrionów, a także prowadzeniem badań i eksperymentów na embrionalnych komórkach macierzystych. Pomysłodawcą akcji był włoski poseł Carlo Casini, a poparł ją m.in. w lutym 2013 papież Benedykt XVI.
Inicjatywa została podpisana przez 1.721.626 obywateli państw unijnych, największe poparcie zdobywając we Włoszech, Polsce i Hiszpanii (zebrała najwięcej podpisów ze wszystkich zgłoszonych inicjatyw do 2015, tj. do czasu opublikowania specjalnego sprawozdania unijnego w tym zakresie). 28 maja 2014 została odrzucona przez Komisję Europejską, a 23 kwietnia 2018 Trybunał Sprawiedliwości Unii Europejskiej, w odpowiedzi na skargę twórców inicjatywy złożoną 25 lipca 2014, orzekł, że nie dopuszczono się błędnej oceny prawnej w tym przypadku.
Karina Walinowicz z Instytutu na rzecz Kultury Prawnej Ordo Iuris stwierdziła, że wyrok pokazuje niechęć Komisji do wprowadzenia wyższych standardów ochrony życia i godności wszystkich istot ludzkich, a także iż jest to jawne pokazanie, że europejska inicjatywa obywatelska jest jedynie fasadowym kreowaniem pozorów demokratyczności Unii Europejskiej.
Polski Komitet Narodowy inicjatywy powołano 26 lutego 2013, a jego koordynatorem był Jakub Bartłoszewicz.